# Yvonne Wansart
Yvonne Wansart (ur. 21 maja 1974) – niemiecka judoczka. Olimpijka z Sydney 2000, gdzie zajęła siódme miejsce w średniej.
Piąta na mistrzostwach świata w 1999. Startowała w Pucharze Świata w latach 1996–2002. Złota medalistka mistrzostw Europy w 1997 i brązowa w 1999. Trzecia na akademickich MŚ w 1998 roku.

## Letnie Igrzyska Olimpijskie 2000
| Konkurencja | Rundy eliminacyjne      | Rundy eliminacyjne      | Repasaże                     | Repasaże              | Klas. końcowa |
| Konkurencja | 1/32                    | 1/16                    | Przeciwnik I                 | Przeciwnik II         | Miejsce       |
| ----------- | ----------------------- | ----------------------- | ---------------------------- | --------------------- | ------------- |
| 70 kg       | Karine Rambault (FRA) Z | Sibelis Veranes (CUB) P | Sandra Atsuko Bacher (USA) Z | Ylenia Scapin (ITA) P | 7.            |